# حرب مرتفعات قره باغ الأولى
حرب ناغورني قره باغ (أرتساخ) صراع مسلح حصل من الفترة فبراير 1988 إلى مايو 1994، في مكتنف ناغورني قره باغ (أرتساخ)، في جنوب غرب أذربيجان، على يد جماعات عرقية أرمنية في ناجورنو قرة باغ مدعومة عن طريق الحكومة الأرمينية لمواجهة الحكومة الأذربيجانية. أرمينيا وأذربيجان، هما من الجمهوريات السوفيتية السابقة، حاولت أذربيجان ضد الانفصاليين في المنطقة. طلب البرلمان في المنطقة الانضمام إلى أرمينيا، والاستطلاعات في أواخر الثمانينات أظهرت طلب سكان المنطقة الانضمام إلى أرمينيا، وفي الأشهر التالية، ومع تفكك الإتحاد السوفيتي، نمت الصراعات بشكل تدريجي ونفذت الجهتان التطهير العرقي لبعضهما.
ترجع جذور الصراع إلى عام 1923 عندما أعطت الحكومة الروسية منطقة ناغورنو-كرباخ رسمياً لأذربيجان. ولكن بعد أن تفتت العقد السوفيتي وبعد أن استقلت جمهورية أذربيجان، اندلعت الحروب بين كل من أذربيجان وجمهورية أرمينيا، كل منهما يريد ضم تلك البقعة إلى أراضيه. وكان السبب في ذلك الصراع هو ادعاء أرمينيا بأن تلك المنطقة ملكاً لها معللة ذلك بأغلبية سكانها الأرمن. أدى ذلك الصراع إلى نزوح مئات الآلاف من الأرمن من أذربيجان إلى أرمينيا ونزوح مئات الآلاف من الأذريين من أرمينيا إلى أذربيجان.
طلب البرلمان في جمهورية ناغورني قره باغ (أرتساخ) الانضمام إلى أرمينيا، وتم التصويت على ضم المنطقة إلى أرمينيا 20 فبراير 1988. وإعلان الانفصال كان نتيجة نهائية للآتي:
"إن السلطة الأذرية السوفيتية منعت الجالية الأرمينية من ممارسة عقائدها واستخدام القيود على الحريتين الفكرية والدينية"، ولكن الأهم من ذلك، اعتبرت الحرب صراعاً من أجل الأرض.
جنبا إلى جنب مع الحركات الانفصالية في دول البلطيق (أستونيا ولاتفيا وليتوانيا)، والحركات الانفصالية في القوقاز التي ساعدت على تمزق الاتحاد السوفيتي، أعلنت أذربيجان الانفصال عن الاتحاد السوفيتي ونقل الصلاحية إلى سلطتها، صوتت الغالبية الأرمنية على الانفصال عن أذربيجان وانضمام ناغورني قره باغ (أرتساخ) إلى أرمينيا.
اندلعت الحرب أواخر شتاء 1992. ولم تتمكن المنظمات الدولية من احتواء الصراع، وفي ربيع 1993 استولت القوات الأرمنية على مناطق خارج الوصيدة بما يعادل 9% من الأراضي الأذربيجانية، وقد وصل عدد المشردين من الجهتين إلى 23000 مشرد أذري، و 80000 أرميني وأرتساخي. وقد وضعت روسيا حلاً لوقف الصراع تم التوقيع عليه في أيار / مايو 1994، بواسطة مؤتمر الأسس الأمنية والتعاونية الأوروبية (مجموعة مينسك)، وقد عقدت من جانب أرمينيا وأذربيجان.

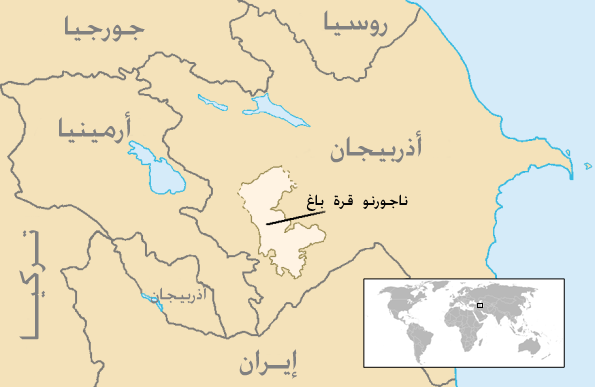
مرتفعات قرة باغ حالياً مستقلة.

## خلفية تاريخية
تُعد ملكية منطقة ناغورنو قرة باغ محل صراع محتدم اليوم بين الأرمينيين والأذربيجان. تعود جذور هذا الصراع إلى الأحداث التي تلت الحرب العالمية الأولى. قبل فترة قصيرة من استسلام الإمبراطورية العثمانية في الحرب، انهارت الإمبراطورية الروسية في نوفمبر 1917 ووقعت تحت سيطرة البلاشفة. أعلنت الدول الثلاثة المشكلة للقوقاز، أرمينيا وأذربيجان وجورجيا، إنشاء الاتحاد الترانسقوقازي الذي تفكك بعد ثلاث أشهر فقط من تشكيله.

### الحرب الأرمينية الأذربيجانية
اندلع القتال سريعًا بين جمهورية أرمينيا الأولى وجمهورية أذربيجان الديمقراطية في ثلاث مناطق محددة: ناكشيفان وزانغيزور (مقاطعة سيون الأرمنية في الوقت الحالي) وقرة باغ نفسها.
اختلفت أرمينيا وأذربيجان على الحدود الوهمية للمقاطعات الثلاث. حاول الأرمن في قرة باغ إعلان الاستقلال لكنهم فشلوا في إنشاء اتصال مع جمهورية أرمينيا. بعد هزيمة الإمبراطورية العثمانية في الحرب العالمية الأولى، دخل الجنرال الأرميني أندرانيك أوزانيان قرة باغ بنجاح عسكري وتوجه إلى العاصمة الإقليمية شوشا في ديسمبر 1918. احتلت القوات البريطانية جنوب القوقاز عام 1919، واقترحت القيادة البريطانية على أندرانيك أن يوقف هجومه ويعطي الصراع فرصةً للحل السلمي في مؤتمر باريس للسلام. بعد فترة، وافقت بريطانيا مؤقتًا على تعيين رجل الدولة الأذربيجاني خورسوف بيك سلطانوف كحاكم للمنطقة، ولكنها أصرت أن القرار النهائي حول ملكية المنطقة يجب أن يُقرر في مؤتمر سلام مستقبلي. في ذلك الوقت، حدثت مذبحة شوشا.

### التقسيم السوفيتي
في أبربل 1920، غزا الجيش السوفيتي الحادي عشر القوقاز، وخلال سنتين شُكلت جمهوريات القوقاز ضمن الجمهورية الترانسقوقازية الفيدرالية الاشتراكية السوفيتية التابعة للاتحاد السوفيتي. شكل البلاشفة بعد ذلك لجنة من سبعة أشخاص باسم مكتب القوقاز (يُشار إليه عادةً باسم كافبارو). تحت إشراف المفوض الشعبي للأمم، جوزيف ستالين (وُلد وترعرع في جورجيا)، الذي أصبح لاحقًا حاكم الاتحاد السوفيتي، أوكلت المهمة إلى الكافبارو لاستلام المسائل التي تخص القوقاز. في الرابع من يوليو 1921، صوتت اللجنة بأربع أصوات مؤيدة مقابل ثلاث أصوات معارضة لصالح تعيين منطقة قرة باغ في جمهورية أرمينيا السوفيتية الاشتراكية ولكن بعد يوم تراجع الكافبارو عن قراره وصوّت لصالح ترك المنطقة في جمهورية أذربيجان السوفيتية الاشتراكية. وفقًا للسياسة السوفيتية التي تسعى إلى إثارة النزاع بين الأرمن والأذريين، لضمان قتالهم ضد بعضهم وليس ضد السوفييت، أنشِئ أوبلاست ناغورنو- قرة باغ المستقل عام 1923، وكان 94% من سكانه من الأرمن وذلك لغاية إستراتيجية. دُعم الانعكاس في القرار بالصلات التجارية التي تملكها أذربيجان مع المنطقة. نُقلت العاصمة من شوشا إلى خانكندي، والتي سُميت لاحقًا ستيناباكرت.
توقع المثقفون الأذريين والأرمن أن القرار كان تطبيقًا لمبدأ «فرق تَسُد» من قبل الاتحاد السوفيتي. يمكن النظر إلى ذلك، على سبيل المثال، من خلال التوظيف الغريب لمكتنف ناخيشيفان، والذي فصله الأرمن ولكنه جزء من أذربيجان. افترض آخرون أن القرار كان بادرة حسن نية من قبل الحكومة السوفيتية للحفاظ على علاقات جيدة مع تركيا الأتاتوركية. على مدى العقود المتوالية للحكم السوفيتي، احتفظ الأرمن برغبة قوية لتوحيد مكتنف ناغورنو- قرة باغ مع أرمينيا، وهي رغبة لطالما سعى أعضاء الحزب الشيوعي الأرمني لبلوغها. قُتل السكرتير الأول للحزب الشيوعي الأرمني أغاسي خانيجيان من قبل نائب رئيس (الذي أصبح لاحقًا رئيس) المفوضية الشعبية للشؤون الداخلية لافنتري بيريا، بعد تسليمه لمظالم الأرمن لستالين، والتي تضمنت مطالب بإعادة ناغورنو- قرة باغ وناخيشيفان إلى أرمينيا. أصر الأرمن أن مطالبهم الوطنية قُمعت وأن حريتهم الثقافية والاقتصادية اختُصرت.

## إحياء قضية قرة باغ
بعد وفاة ستالين، عاد التعبير عن السخط الأرمني للظهور. في عام 1963، وقع حوالي 2500 من أرمن قرة باغ عريضةً تدعو إلى وضع قرة باغ تحت السيطرة الأرمينية أو نقلها إلى روسيا. أيضًا في عام 1963، وقعت اشتباكات عنيفة في ستيباناكيرت، ما أدى إلى مقتل 18 أرمني. في عامي 1965 و1977، كانت هناك مظاهرات كبيرة في يريفان، والتي دعت أيضًا إلى توحيد قرة باغ مع أرمينيا. عندما وصل الأمين العام الجديد للاتحاد السوفيتي، ميخائيل غورباتشوف، إلى السلطة عام 1985، بدأ في تنفيذ خططه لإصلاح الاتحاد السوفيتي. تضمنت هذه الخطط في سياستين: البيريسترويكا والغلاسنوست. في حين أن البيريسترويكا كان لها علاقة أكبر بالإصلاح الاقتصادي، فقد منح الغلاسنوست أو الانفتاح حريةً محدودة للمواطنين السوفييت للتعبير عن المظالم بشأن النظام السوفييتي نفسه وقادته. بناءً على هذه السياسة الجديدة لموسكو، قرر قادة مجلس السوفيات الإقليمي لقرة باغ التصويت لصالح توحيد منطقة الحكم الذاتي مع أرمينيا في 20 فبراير 1988. نص القرار كما يلي:
«ترحيبًا برغبات عمال منطقة ناغورني قرة باغ المتمتعة بالحكم الذاتي في مطالبة مجلس السوفييت الأعلى في جمهورية أذربيجان الاشتراكية السوفيتية وجمهورية أرمينيا الاشتراكية السوفيتية بإظهار شعور بالفهم العميق لتطلعات السكان الأرمن في ناغورني قرة باغ وحل مسألة نقل منطقة ناغورني قرة باغ المتمتعة بالحكم الذاتي من جمهورية أذربيجان الاشتراكية السوفيتية إلى جمهورية أرمينيا الاشتراكية السوفيتية، وفي ذات الوقت للتوسط مع مجلس السوفيات الأعلى لاتحاد الجمهوريات الاشتراكية السوفياتية للتوصل إلى حل إيجابي بشأن مسألة نقل المنطقة من جمهورية أذربيجان الاشتراكية السوفياتية إلى جمهورية أرمينيا الاشتراكية السوفياتية».
في الرابع والعشرين من فبراير طُرد بوريس كيفوركوف، سكرتير الحزب في منطقة ناغورني قرة باغ المتمتعة بالحكم الذاتي والموالي لأذربيجان، من عمله.
اشتكى قادة قرة باغ الأرمن من أن المنطقة لا تحتوي على كتب مدرسية للغة الأرمينية في المدارس ولا في البث التلفزيوني، وأن الأمين العام للحزب الشيوعي الأذربيجاني حيدر علييف حاول على نطاق واسع تأذير (تحويل المنطقة للثقافة الأذربيجانية) المنطقة وزيادة نفوذ الأذربيجانيين الذين يعيشون في ناغورنو وعددهم. بينما في الوقت نفسه خفض عدد سكانها الأرمن (في عام 1987، تنحى علييف عن منصب الأمين العام للمكتب السياسي الأذربيجاني). بحلول عام 1988، انخفض عدد السكان الأرمن في قرة باغ إلى ما يقرب من ثلاثة أرباع مجموع السكان.
قادت الحركة شخصيات أرمينية شعبية ووجدت دعمًا بين المثقفين في روسيا أيضًا. وفقا للصحفي توماس دي وال، أعرب بعض المثقفين الروس، مثل المنشق أندريه ساخاروف عن دعمهم للأرمن. فُسر التأييد الأبرز للحركة بين النخبة في موسكو من قبل بعض العامة: في نوفمبر 1987، نشر صحيفة لوأومانيتيه التعليقات الشخصية التي أدلى بها أبيل أغانبيغيان، المستشار الاقتصادي لغورباتشوف، للأرمن الذين يعيشون في فرنسا، إذ اقترح أنه يمكن التنازل عن ناغورنو قرة باغ لأرمينيا. قبل الإعلان، بدأ الأرمن في الاحتجاج وتنظيم إضرابات العمال في يريفان، مطالبين بالوحدة مع المكتنف. دفع هذا باحتجاجات أذربيجانية مضادة في باكو. بعد بدء المظاهرات في يريفان للمطالبة بتوحيد ناغورنو قرة باغ مع أرمينيا، التقى غورباتشوف بزعيمين من حركة قرة باغ، زوري بالايان وسيلفا كابوتيكيان في 26 فبراير 1988. طلب غورباتشوف منهما بوقف المظاهرات لمدة شهر واحد. عندما عادت كابوتيكيان إلى أرمينيا في نفس الليلة، أخبرت الحشود أن الأرمن انتصروا رغم أن غورباتشوف لم يقدم أي وعود ملموسة. وفقا لسفانتي كورنيل، كانت هذه محاولة للضغط على موسكو. في 10 مارس، ذكر غورباتشوف أن الحدود بين الجمهوريات لن تتغير، وفقًا للمادة 78 من الدستور السوفياتي. وذكر غورباتشوف أيضًا أن العديد من المناطق الأخرى في الاتحاد السوفيتي كانت تتوق إلى تغييرات إقليمية وإعادة رسم الحدود في قرة باغ سيشكل بذلك سابقة خطيرة. لكن الأرمن نظروا إلى قرار الكافبورو عام 1921 بازدراء وشعروا أنهم في جهودهم يقومون بتصحيح خطأ تاريخي من خلال مبدأ تقرير المصير، وهو حق منحه الدستور أيضًا. من ناحية أخرى، وجد الأذربيجانيون أن مثل هذه الدعوات للتخلي عن أراضيهم من قبل الأرمن لا يمكن فهمها وانحازوا إلى موقف غورباتشوف.
في 19 فبراير 1988، خلال اليوم السابع من التجمعات الأرمنية، عُقد أول احتجاج مضاد في باكو. نشر الشاعر بختيار فاهب زاده والمؤرخ سليمان علياروف رسالة مفتوحة في صحيفة أذربيجان، معلنين أن كاراباخ كانت أراضي أذربيجانية تاريخيًا.

## الوضع الحالي
أصدر عدد من المنظمات بعض القرارات التي تخص النزاع بعد سنوات قليلة من انتهاء الحرب. على سبيل المثال، اعتمدت الجمعية البرلمانية لمجلس أوروبا (PACE) في 25 يناير 2005 القرار رقم 1416 المثير للجدل، وغير الملزم، والذي انتقد «الطرد الإثني واسع النطاق وإنشاء مناطق أحادية الإثنية» وأكد أن وجود القوات الأرمنية في أراضي أذربيجان احتلال. وأشارت الجمعية إلى أن احتلال دولة عضو لدولة أجنبية يعد انتهاكًا خطيرًا للالتزامات التي تعهدت بها تلك الدولة بصفتها عضوًا في مجلس أوروبا، وأكدت مجددًا بحق النازحين في العودة إلى وطنهم بأمان. وتبنت 39 دولةً من الجمعية العامة للأمم المتحدة القرار 62/243 الذي دعا إلى «الانسحاب الفوري والكامل وغير المشروط لجميع القوات الأرمينية من جميع الأراضي المحتلة في جمهورية أذربيجان» في 14 مايو 2008. وامتنعت قرابة مئة دولة عن التصويت، في جين صوتت سبع دول ضد القرار، بما في ذلك الرؤساء المشاركون الثلاثة لمجموعة مينسك وروسيا والولايات المتحدة وفرنسا.
اعتمدت الدول الأعضاء خلال قمة منظمة التعاون الإسلامي ودورة مجلس وزراء خارجيتها قرار منظمة المؤتمر الإسلامي رقم 10/11 وقرار مجلس وزراء خارجية منظمة التعاون الإسلامي رقم 10/37، في 14 مارس 2008 و18-20 مايو 2010 على التوالي. أدان القراران العدوان المزعوم لأرمينيا على أذربيجان ودعيا إلى التنفيذ الفوري لقرارات مجلس الأمن الدولي رقم 822 و853 و874 و884. وردًا على ذلك، صرح القادة الأرمن أن أذربيجان «تستغل الإسلام لحشد دعم دولي أكبر».
أشارت مجلة موسكو ديفينس بريف في عام 2008 إلى أن النمو السريع لنفقات الدفاع الأذربيجانية، بسبب إعادة تسليح القوات المسلحة الأذربيجانية أدى إلى رجوح كفة الميزان العسكري لصالح أذربيجان، إذ جاء فيها: «... بشكل عام، الظروف العامة تصب في صالح أذربيجان بشكل واضح، ويبدو أن أرمينيا لن تكون قادرة على التفوق في سباق تسلح مع اقتصاد أذربيجان الذي يغذيه النفط. وقد يؤدي ذلك إلى زعزعة استقرار الصراع المجمد بين هاتين الدولتين». وقد أبدى محللون آخرون ملاحظات أكثر حذرًا، مشيرين إلى وجود أوجه قصور إدارية وعسكرية في الجيش الأذربيجاني بشكل واضح وأن جيش الدفاع في ناغورنو قرة باغ يحافظ على «حالة استعداد دائمة للمواجهة ...».

### المناوشات العسكرية
تصاعدت التوترات بين أرمينيا وجمهورية قرة باغ وأذربيجان في أوائل عام 2008. على الصعيد الدبلوماسي، كرر الرئيس إلهام علييف تصريحاته بأن أذربيجان ستلجأ إلى القوة، إذا لزم الأمر، لاستعادة أراضيها؛ في الوقت نفسه، ازدادت المناوشات العسكرية والمعارك النارية على طول خط التماس. وقع خرق كبير لوقف إطلاق النار في ماردكيرت في 5 مارس 2008، وقتل خلاله ما يصل إلى ستة عشر جنديًا، واتهم الطرفان بعضهما البعض ببدء المعركة. وكان استخدام المدفعية في المناوشات بمثابة تحول كبير عن الاشتباكات السابقة، والتي عادةً ما تضمنت الأسلحة القناصة أو الرشاشات فقط. ووقعت العديد من المناوشات أيضًا خلال منتصف عام 2010 متسببةً بمقتل العديد من الجنود.
تصاعدت التوترات مرةً أخرى بين يوليو وأغسطس 2014، مع حدوث خروقات لوقف إطلاق النار من قبل أذربيجان وتوعد الرئيس علييف لأرمينيا بالحرب.
وبدلًا من الانحسار، ازداد التوتر في المنطقة في أبريل 2016 مع اشتباكات ناغورنو قرة باغ في عام 2016؛ عندما اندلعت أسوأ المناوشات منذ وقف إطلاق النار عام 1994. وزعمت وزارة الدفاع الأرمينية أن أذربيجان شنت هجومًا على 16 موقعًا في المنطقة. أفادت أذربيجان بمقتل 12 من جنودها أثناء القتال، كما تم تدمير مروحية ودبابة من طراز Mi-24. صرح الرئيس الأرميني سيرج سركسيان بمقتل 18 جنديًا أرمنيًا وجرح 35 آخرين.

## الإرث الحضاري
تحول الصراع لاحقًا ليتمثل في أشكال مختلفة من وسائل الإعلام في أرمينيا وأذربيجان. عرض فيلم تشاكاتا غيرل (ديستيني) لأول مرة في يريفان وستيباناكيرت. الفيلم من بطولة وكتابة جور فاردانيان، وهو سرد خيالي للأحداث التي تدور حول عملية لاينغ العسكرية. كلف إنتاج الفيلم 3.8 مليون دولار، وهو أغلى فيلم أُنتج في البلاد، وكان أول فيلم صُور عن حرب ناغورنو قرة باغ الأولى. أصدر الأذربيجانيون في منتصف عام 2012 لعبة فيديو بعنوان تحت الاحتلال: شوشا؛ لعبة إطلاق نار مجانية تسمح للاعب بتولي دور جندي أذربيجاني يشارك في معركة شوشا لعام 1992. لاحظ البعض أن اللعبة «ليست لضعاف القلوب: فهناك الكثير من القتل والدماء التي ينتجها الحاسوب في اللعبة. كما تُعد إلى حد كبير، احتفالية ملؤها العنف، إذ يجب على اللاعبين التعامل مع مجموعة متنوعة من المهام، بما في ذلك إطلاق النار كثيرًا على الأرمن الأعداء، وإنقاذ جندي أذربيجاني مصاب، واستعادة وثيقة، وتفجير مبنى في بلدة شوشا». تبع ذلك لعبة أخرى، تحت الاحتلال: أغدام، والتي صدرت في عام 2013. تشبه هذه اللعبة الإصدار السابق منها، ولكن الأحداث هذه المرة تجري في أغدام. وفي أبريل 2018، عُرض فيلم وثائقي عن الأذربيجاني عمران قربانوف، أحد المشاركين في حرب ناغورنو قرة باغ، بعنوان العودة لأول مرة في باكو؛ من إخراج روفات أسدوف وكتابة أورخان فكرات أوغلو.

## وصلات خارجية
- Articles and Photography on Artsakh/Nagorno-Karabakh - War and its Legacy, from Russell Pollard UK Photojournalist
- Information Site about Nagorno-Karabakh, history and background of the present-day conflict, maps and resolutions
- Crisis Briefing Nagorno-Karabakh From Reuters Alertnet
- Military Analysis of the Nagorno-Karabakh conflict by GlobalSecurity.org
- A 2005 report on the status of undetonated land mines in Nagorno-Karabakh compiled by the الحملة الدولية لمنع الألغام الأرضية
- A chronology of the events of Nagorno-Karabakh from 1988 to Present by Radio Free Europe/Radio Liberty